# Чемпіонат світу з дзюдо 2021
Чемпіонат світу з дзюдо 2021  пройшов у Будапешті, Угорщина з 6 по 13 червня 2021 року.

## Медальний залік
*   Країна-господарка ( Угорщина)
| Місце                | Країна                | Золото | Срібло | Бронза | Загалом |
| -------------------- | --------------------- | ------ | ------ | ------ | ------- |
| 1                    | Японія                | 6      | 4      | 2      | 12      |
| 2                    | Франція               | 1      | 2      | 0      | 3       |
| 3                    | Іспанія               | 1      | 1      | 2      | 4       |
| 3                    | Грузія                | 1      | 1      | 2      | 4       |
| 5                    | Федерація дзюдо Росії | 1      | 1      | 1      | 3       |
| 6                    | Німеччина             | 1      | 0      | 1      | 2       |
| 6                    | Португалія            | 1      | 0      | 1      | 2       |
| 8                    | Бельгія               | 1      | 0      | 0      | 1       |
| 8                    | Канада                | 1      | 0      | 0      | 1       |
| 8                    | Хорватія              | 1      | 0      | 0      | 1       |
| 11                   | Сербія                | 0      | 1      | 1      | 2       |
| 11                   | Узбекистан            | 0      | 1      | 1      | 2       |
| 11                   | Швеція                | 0      | 1      | 1      | 2       |
| 14                   | Італія                | 0      | 1      | 0      | 1       |
| 14                   | Казахстан             | 0      | 1      | 0      | 1       |
| 14                   | Словенія              | 0      | 1      | 0      | 1       |
| 17                   | Нідерланди            | 0      | 0      | 5      | 5       |
| 18                   | Бразилія              | 0      | 0      | 3      | 3       |
| 19                   | Монголія              | 0      | 0      | 2      | 2       |
| 20                   | Ізраїль               | 0      | 0      | 1      | 1       |
| 20                   | Австрія               | 0      | 0      | 1      | 1       |
| 20                   | Азербайджан           | 0      | 0      | 1      | 1       |
| 20                   | Косово                | 0      | 0      | 1      | 1       |
| 20                   | Туреччина             | 0      | 0      | 1      | 1       |
| 20                   | Угорщина*             | 0      | 0      | 1      | 1       |
| 20                   | Україна               | 0      | 0      | 1      | 1       |
| 20                   | Швейцарія             | 0      | 0      | 1      | 1       |
| Загалом (27 збірних) | Загалом (27 збірних)  | 15     | 15     | 30     | 60      |

## Змагання

### Чоловіки
| Змагання     | Золото                               | Срібло                                  | Бронза                               |
| ------------ | ------------------------------------ | --------------------------------------- | ------------------------------------ |
| До 60 кг     | Яго Абуладзе · Федерація дзюдо Росії | Гусман Киргизбаєв Казахстан             | Карамат Гусейнов Азербайджан         |
| До 60 кг     | Яго Абуладзе · Федерація дзюдо Росії | Гусман Киргизбаєв Казахстан             | Франсіско Гаррігос Іспанія           |
| До 66 кг     | Йошіро Маріяма Японія                | Мануель Ломбардо Італія                 | Якуб Шамілов · Федерація дзюдо Росії |
| До 66 кг     | Йошіро Маріяма Японія                | Мануель Ломбардо Італія                 | Басхую Йондонперенляйн Монголія      |
| До 73 кг     | Лаша Шавдатуашвілі Грузія            | Томмі Масіас Швеція                     | Білал Чілоглу Туреччина              |
| До 73 кг     | Лаша Шавдатуашвілі Грузія            | Томмі Масіас Швеція                     | Соїчі Хашімото Японія                |
| До 81 кг     | Маттіас Кассе Бельгія                | Тато Грігалашвілі Грузія                | Франк Де Віт Нідерланди              |
| До 81 кг     | Маттіас Кассе Бельгія                | Тато Грігалашвілі Грузія                | Анрі Егутідзе Португалія             |
| До 90 кг     | Ніколоз Шеразадішвілі Іспанія        | Давлат Бобонов Узбекистан               | Крістіан Тот Угорщина                |
| До 90 кг     | Ніколоз Шеразадішвілі Іспанія        | Давлат Бобонов Узбекистан               | Маркус Німан Швеція                  |
| До 100 кг    | Жорже Фонсека Португалія             | Александар Куколь Сербія                | Варлам Ліпартеліані Грузія           |
| До 100 кг    | Жорже Фонсека Португалія             | Александар Куколь Сербія                | Ілія Суламанідзе Грузія              |
| Понад 100 кг | Кокоро Кагуера Японія                | Тамерлан Башаєв · Федерація дзюдо Росії | Рой Майєр Нідерланди                 |
| Понад 100 кг | Кокоро Кагуера Японія                | Тамерлан Башаєв · Федерація дзюдо Росії | Яків Хаммо Україна                   |

### Жінки
| Змагання    | Золото                      | Срібло                 | Бронза                         |
| ----------- | --------------------------- | ---------------------- | ------------------------------ |
| До 48 кг    | Нацумі Цунода Японія        | Вакана Кога Японія     | Джулія Фігероа Іспанія         |
| До 48 кг    | Нацумі Цунода Японія        | Вакана Кога Японія     | Мунхбатин Уранцецег Монголія   |
| До 52 кг    | Ай Шішіме Японія            | Ана Пере Бокс Іспанія  | Фабіенн Кохер Швейцарія        |
| До 52 кг    | Ай Шішіме Японія            | Ана Пере Бокс Іспанія  | Гефен Прімо Ізраїль            |
| До 57 кг    | Джессіка Клімкейт Канада    | Момо Тамаокі Японія    | Нора Г'якова Косово            |
| До 57 кг    | Джессіка Клімкейт Канада    | Момо Тамаокі Японія    | Тереза Штолль Німеччина        |
| До 63 кг    | Кларісс Агбеньєну Франція   | Андрея Лешкі Словенія  | Aня Обрадович Сербія           |
| До 63 кг    | Кларісс Агбеньєну Франція   | Андрея Лешкі Словенія  | Санне Вермеер Нідерланди       |
| До 70 кг    | Барбара Матич Хорватія      | Йоко Оно Японія        | Санне ван Дейк Нідерланди      |
| До 70 кг    | Барбара Матич Хорватія      | Йоко Оно Японія        | Міхаела Поллерес Австрія       |
| До 78 кг    | Анна-Марія Вагнер Німеччина | Мадлен Малонга Франція | Мамі Умекі Японія              |
| До 78 кг    | Анна-Марія Вагнер Німеччина | Мадлен Малонга Франція | Гуше Стенхейс Нідерланди       |
| Понад 78 кг | Сара Асахіна Японія         | Вакаба Томіта Японія   | Беатріз Соуза Бразилія         |
| Понад 78 кг | Сара Асахіна Японія         | Вакаба Томіта Японія   | Марія Суелен Альтеман Бразилія |

### Змішана команда
| Змагання | Золото | Срібло | Бронза |
| -------- | --- | --- | --- |
| Команда  | Японія Майя Акіба Харука Фунакубо Кенші Харада Соїчі Хашімото Кокоро Кагуера Косуке Масіяма Кента Нагасава Сакі Ніїзое Юко Оно Казуя Сато Момо Тамаокі Вакаба Томіта | Франція Франсіс Дам'єр Жатен Деберт Клеменс Ем Леа Фонтен Жоан-Бенжамен Габа Марі-Ів Гайє Енцо Гібеллі Астрід Гнето Сіріль Маре Алексіс Матьйо Седрік Олівар Джуліа Толофуа | Узбекистан Шукурджон Аміонова Давлат Бобонов Ріната Ільматова Шермухаммад Джандрєєв Дійора Келдійорова Фарангіз Ходжеєва Іріскхон Курбанбаєва Гульноза Матніязова Обідхон Номонов Сардор Нуріллаєв Бекмурод Олтібоєв Музаффарбек Туробоєв |
| Команда  | Японія Майя Акіба Харука Фунакубо Кенші Харада Соїчі Хашімото Кокоро Кагуера Косуке Масіяма Кента Нагасава Сакі Ніїзое Юко Оно Казуя Сато Момо Тамаокі Вакаба Томіта | Франція Франсіс Дам'єр Жатен Деберт Клеменс Ем Леа Фонтен Жоан-Бенжамен Габа Марі-Ів Гайє Енцо Гібеллі Астрід Гнето Сіріль Маре Алексіс Матьйо Седрік Олівар Джуліа Толофуа | Бразилія Марія Сулін Альтман Едуардо Барбоса Рафаел Маседо Девід Моура Кетелін Насціменто Ларісса Прімента Марія Портела Кетлейн Квадрос Едуардо Юді Сантос Рафаел Сілва Беатріс Соуза Ерік Такабатаке                                    |

## Виступ українських спортсменів

### Чоловіки
| Спортсмен                                 | Вагова категорія | Раунд 1/64                            | Раунд 1/32                                      | Раунд 1/16                             | Раунд 1/8                        | Чвертьфінал                      | Півфінал Втішний поєдинок               | Фінал Третє місце                    | Фінал Третє місце |
| Спортсмен                                 | Вагова категорія | Суперник Результат                    | Суперник Результат                              | Суперник Результат                     | Суперник Результат               | Суперник Результат               | Суперник Результат                      | Суперник Результат                   | Місце             |
| ----------------------------------------- | ---------------- | ------------------------------------- | ----------------------------------------------- | -------------------------------------- | -------------------------------- | -------------------------------- | --------------------------------------- | ------------------------------------ | ----------------- |
| Артем Лесюк Київ                          | до 60 кг         | Н/Д                                   | Неманья Мілич (SRB) Перемога 11-00              | Магжан Шамшадін (KAZ) Поразка 00-11    | Завершив виступ                  | Завершив виступ                  | Завершив виступ                         | Завершив виступ                      | Завершив виступ   |
| Дільшот Халматов Київ                     | до 60 кг         | Н/Д                                   | Лхагваймцин Оноболд (MGL) Поразка 00-01         | Завершив виступ                        | Завершив виступ                  | Завершив виступ                  | Завершив виступ                         | Завершив виступ                      | Завершив виступ   |
| Георгій Зантарая Київ                     | до 66 кг         | Н/Д                                   | Матей Поляк (SVK) Поразка 00-01                 | Завершив виступ                        | Завершив виступ                  | Завершив виступ                  | Завершив виступ                         | Завершив виступ                      | Завершив виступ   |
| Євген Гончаренко Дніпропетровська область | до 66 кг         | Н/Д                                   | Ахмед Абдельрахман (EGY) Поразка 00-10          | Завершив виступ                        | Завершив виступ                  | Завершив виступ                  | Завершив виступ                         | Завершив виступ                      | Завершив виступ   |
| Олексадр Кошляк Дніпропетровська область  | до 73 кг         | Н/Д                                   | Сальвадор Касес (ESP) Поразка 00-10             | Завершив виступ                        | Завершив виступ                  | Завершив виступ                  | Завершив виступ                         | Завершив виступ                      | Завершив виступ   |
| Геворг Манукян Київ                       | до 81 кг         | Антоніо Еспозіто (ITA) Перемога 11-00 | Маттіас Кассе (BEL) Поразка 00-10               | Завершив виступ                        | Завершив виступ                  | Завершив виступ                  | Завершив виступ                         | Завершив виступ                      | Завершив виступ   |
| Кеджау Ньябалі Київ                       | до 90 кг         | Н/Д                                   | Н/Д                                             | Іван Феліпе Сілва (CUB) Поразка 00-10  | Завершив виступ                  | Завершив виступ                  | Завершив виступ                         | Завершив виступ                      | Завершив виступ   |
| Антон Савицький Київ                      | до 100 кг        | Н/Д                                   | Лхагвасуренгійн Отгонбаатар (MGL) Поразка 00-10 | Завершив виступ                        | Завершив виступ                  | Завершив виступ                  | Завершив виступ                         | Завершив виступ                      | Завершив виступ   |
| Яків Хаммо Київ                           | понад 100 кг     | Н/Д                                   | Н/Д                                             | Вледуц Сімьонеску (ROU) Перемога 10-00 | Штефан Хегі (AUT) Перемога 10-00 | Рафаел Сілва (BRA) Поразка 00-10 | Мартті Пуумалайнен (FIN) Перемога 10-00 | Гела Заалішвілі (GEO) Перемога 11-00 | 3                 |

### Жінки
| Спортсмен                              | Вагова категорія | Раунд 1/32                         | Раунд 1/16                                    | Раунд 1/8                        | Чвертьфінал                        | Півфінал Втішний поєдинок        | Фінал Третє місце              | Фінал Третє місце |
| Спортсмен                              | Вагова категорія | Суперник Результат                 | Суперник Результат                            | Суперник Результат               | Суперник Результат                 | Суперник Результат               | Суперник Результат             | Місце             |
| -------------------------------------- | ---------------- | ---------------------------------- | --------------------------------------------- | -------------------------------- | ---------------------------------- | -------------------------------- | ------------------------------ | ----------------- |
| Наталія Чистякова Чернігівська область | до 70 кг         | Кінауа Бірібо (KIR) Перемога 10-00 | Йоко Оно (JPN) Поразка 00-10                  | Завершила виступ                 | Завершила виступ                   | Завершила виступ                 | Завершила виступ               | Завершила виступ  |
| Анастасія Турчин Волинська область     | до 78 кг         | Н/Д                                | Ніургульяна Нікіфорова (RUS) · Перемога 10-00 | Беата Пакут (POL) Перемога 01-00 | Мадлен Малонга (FRA) Поразка 00-10 | Інбар Ланір (ISR) Перемога 10-00 | Мамі Умекі (JPN) Поразка 00-10 | 5                 |
| Василина Кириченко Львівська область   | понад 78 кг      | Н/Д                                | Мелісса Мохіка (PUR) Поразка 00-10            | Завершила виступ                 | Завершила виступ                   | Завершила виступ                 | Завершила виступ               | Завершила виступ  |
| Єлизавета Каланіна Полтавська область  | понад 78 кг      | Н/Д                                | Марія Суелен Альтеман (BRA) Поразка 00-10     | Завершила виступ                 | Завершила виступ                   | Завершила виступ                 | Завершила виступ               | Завершила виступ  |